# St. Paul (comté de San Patricio, Texas)
Pour les articles homonymes, voir St. Paul.
St. Paul est une census-designated place située dans le comté de San Patricio, dans l’État du Texas, aux États-Unis. Sa population s’élevait à 584 habitants lors du recensement de 2010.